# Спинето (Салерно)
Спинето је насеље у Италији у округу Салерно, региону Кампанија.
Према процени из 2011. у насељу је живело 52 становника. Насеље се налази на надморској висини од 142 м.